# Presa telefonica
Una presa telefonica è un dispositivo, inserito a muro, che consente il collegamento di un apparecchio telefonico di telefonia fissa alla rete telefonica.

## Tipologie
Prima dell'arrivo del connettore RJ-11 che ha unificato il plug telefonico in molti paesi, quasi ogni nazione aveva la sua tipologia di presa. Attualmente in Italia le 2 tipologie più diffuse sono la RJ-11 e, specie negli impianti più vecchi, la tripolare. Molto raramente si può trovare la BTicino 2021.